# Maechidius esau
Maechidius esau är en skalbaggsart som beskrevs av Heller 1914. Maechidius esau ingår i släktet Maechidius och familjen Melolonthidae. Inga underarter finns listade i Catalogue of Life.